# Sabicea schaeferi
Sabicea schaeferi är en måreväxtart som beskrevs av Herbert Fuller Wernham. Sabicea schaeferi ingår i släktet Sabicea och familjen måreväxter. Inga underarter finns listade i Catalogue of Life.